# Huedin
Huedin (en hongarès: Bánffyhunyad, pronunciat en hongarès: [ˈBaːnfihuɲɒd] (en alemany: Heynod; ídix: הוניוד or הוניאד) és una ciutat del comtat de Cluj, Transsilvània (Romania).
Huedin es troba a l'extrem nord de les muntanyes Apuseni. Està envoltat pels pobles de Nearșova, Domoșu, Horlacea, entre d'altres. La ciutat administra un poble, Bicălatu (Magyarbikal). Darrerament, Huedin ha començat a ser coneguda per les seves iniciatives d'ecoturisme.

## Població
El 2011 (dades censals) de la població de la ciutat hi havia 9.346 persones, de les quals el 59,32% eren romanesos, 28,88% hongaresos i 11,45% gitanos.

## Història
La ciutat de Huedin es va fundar a l'edat mitjana. Des del 1330 fins al 1848, els propietaris de la ciutat eren la família Bánffy (vegeu el nom hongarès de Bánffyhunyad). La ciutat formava part del Regne d'Hongria. El 1526, Huedin va passar a formar part del Principat de Transsilvània i, fins al 1867, del Gran Ducat de Transsilvània.
La ciutat té un fort patrimoni històric hongarès. El 26 de setembre de 1895, l'emperador Franz Joseph va visitar Bánffyhunyad després del final de les maniobres de l'exèrcit hongarès a Transsilvània i la gent de la ciutat va rebre una entusiasta benvinguda, que va construir un arc decorat amb flors i plantes de la regió per a l'ocasió.
El 1910, la població de la ciutat era de 5.194, dels quals el 90,5% parlava hongarès. En aquella època, el 57,5% eren calvinistes, el 20,7% jueus i el 10% catòlic. Del 1918 al 1940, la ciutat va formar part de Romania. Del 1940 al 1944, va tornar a formar part d'Hongria, a causa del Segon Arbitratge de Viena. La ciutat acull una església gòtica reformada del segle xiii.

## Fills il·lustres
- Samu Balázs
- Dezideriu Horvath
- Atilla Kiss B.

## Accessibilitat
La ciutat és accessible amb trens CFR des de Cluj-Napoca i altres ciutats, com Oradea, Timișoara, Satu Mare, Brașov, Ploiești, Bucarest i Budapest. Huedin també es troba a la línia que connecta Budapest amb Oradea i Cluj-Napoca.

## Galeria d'imatges

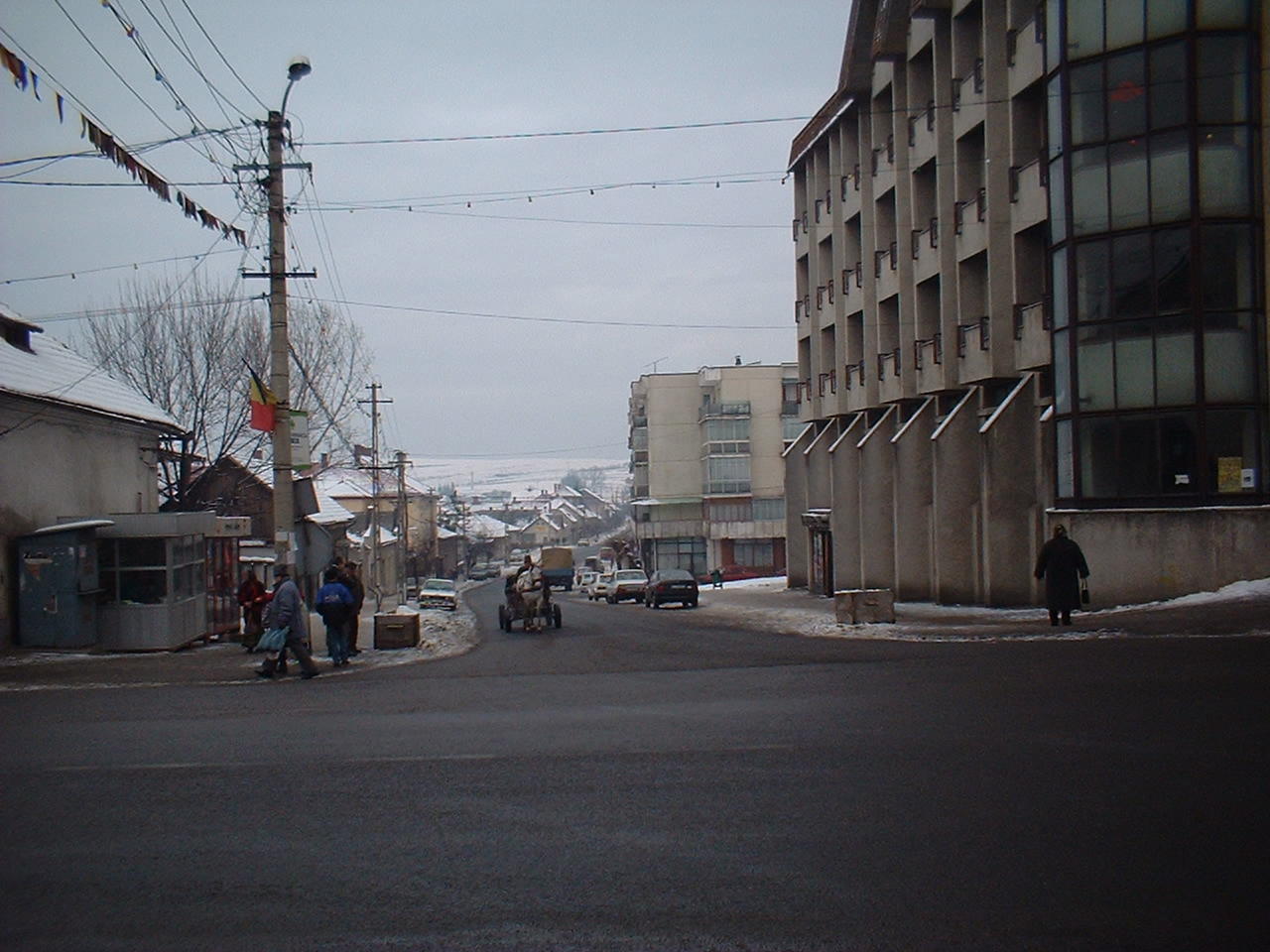
Vista des de Huedin
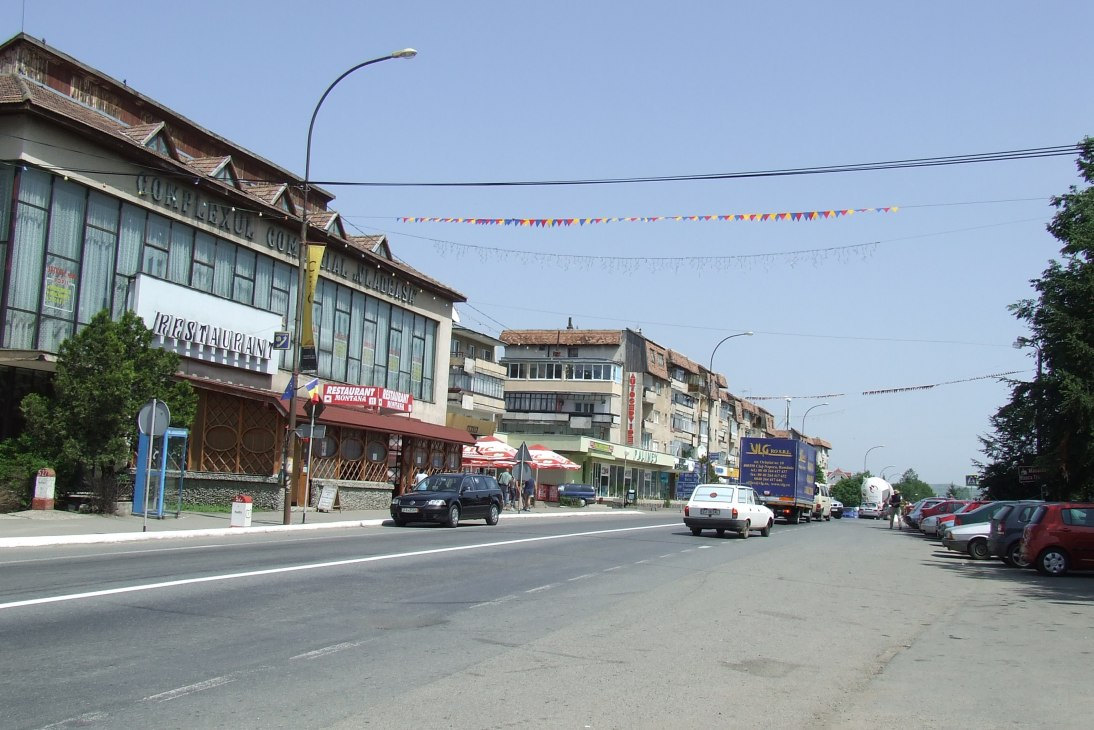
Vista des de Huedin
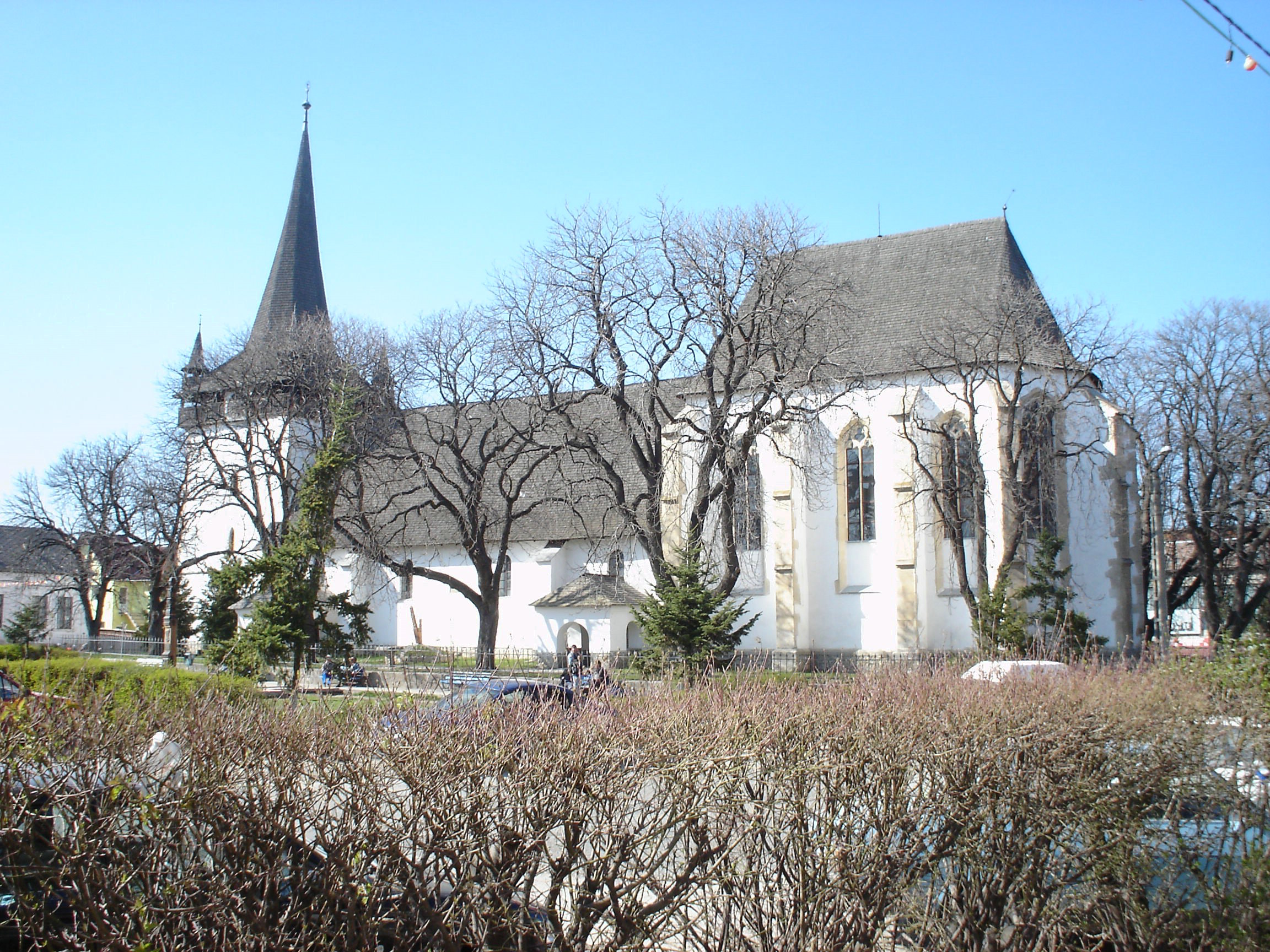
Església reformada de Huedin